# Linden (Texas)
Linden település az Amerikai Egyesült Államok Texas államában, Cass megyében, melynek megyeszékhelye is. Lakosainak száma 1825 fő (2020. április 1.).

## Népesség
A település népességének változása:

| 2010 | 1 988 |
| 2020 | 1 825 |